# Федоринов, Анатолий Петрович
Анатолий Петрович Федоринов (1 мая 1927, Оренбург — 6 февраля 2001, Москва) — советский и российский актёр театра и кино. Первый директор Дома кино.

## Биография
Родился 1 мая 1927 года в Оренбурге, в семье отца кондитера и матери домохозяйки.
В 1934 году поступил в неполную среднюю школу столицы и города Ташкент в первый класс. Некоторые время семья обосновалась в Узбекистане, но по приезде на родину, юноша продолжил обучение в Оренбургской средней школе. По окончании восьми классов устроился на работу помощником сапожника на обувную фабрику. По желанию Федоринова получить полное среднее образование, молодой человек пошёл учиться в двенадцатую вечернюю школу, совмещая с работой, которую окончил в 1944 году.
Интерес к театральному искусству появился ещё в 1943 году после того, как Федоринов увидел построенную открытую драматическую студию при Чкаловском областном драматическом театре им. М. Горького, впоследствии чего прошёл конкурс и стал учеником заведения. Набравшись опыта, в 1946 году Федоринов уезжает в Москву и поступает на актёрский факультет ГИТИСа, который оканчивает в 1950 году. Позже по различным причинам и обстоятельствам артист служит в различных театрах страны, много играет театральных ролей, но в фильмах начал сниматься лишь с 1958 года. Окончил кинематографическую деятельность в 1965 году. В его карьере было несколько главных ролей в советских фильмах. Являлся первым директором Дома кино.
Ушёл из жизни 6 февраля 2001 года в Москве. Похоронен на Щербинском кладбище.

## Личная жизнь
- Фактическая жена Людмила Удальцова
  - Сын Александр Удальцов (род. 1949), живет в Ашхабаде
    - Внуки Марианна, Александр, Иван
- Жена Альбина Павловна Вернова
  - Сын Пётр, умер вскоре после отца

## Фильмография
- 1958 — В дни Октября — Джон Рид
- 1958 — Военная тайна — Сергей Алексеевич Ганин —главная роль
- 1959 — Белые ночи — жилец-жених Настенька
- 1959 — Василий Суриков — Павел Михайлович Третьяков
- 1959 — Особый подход — начальник вокзала
- 1960 — Одна строка — Антон Китаев — главная роль
- 1960 — Самолёт уходит в 9 — Юрий Тарасович Долина
- 1961 — Удивительная охота — охотник с киноаппаратом — главная роль
- 1963 — Город-одна улица (эпизодическая роль)
- 1965 — Голубая чашка — Пётр
- 1964 — Жили-были старик со старухой (эпизодическая роль)
- 1964 — Когда улетают аисты — председатель колхоза
- 1965 — Рейс отменить нельзя (фильм-спектакль)

## Оценочные мнения
В фильме Белые ночи, где играл Анатолий Федоринов жильца Настеньки, в изданиях говорится, что его можно судить чуть больше, чем по картине Висконти.